# Wedgefield
Wedgefield ist ein census-designated place (CDP) im Orange County im US-Bundesstaat Florida. Das U.S. Census Bureau hat bei der Volkszählung 2020 eine Einwohnerzahl von 8.017 ermittelt.

## Geographie
Wedgefield liegt etwa 25 km östlich von Orlando am östlichen Ufer des Econlockhatchee River, einem Zufluss des St. Johns River. Der CDP wird von den Florida State Roads 520 und 528 (Martin Andersen Beachline Expressway, mautpflichtig) tangiert.

## Demographische Daten
Laut der Volkszählung 2010 verteilten sich die damaligen 6705 Einwohner auf 2585 Haushalte. Die Bevölkerungsdichte lag bei 110,5 Einw./km². 74,0 % der Bevölkerung bezeichneten sich als Weiße, 10,8 % als Afroamerikaner, 0,3 % als Indianer und 5,1 % als Asian Americans. 5,8 % gaben die Angehörigkeit zu einer anderen Ethnie und 4,0 % zu mehreren Ethnien an. 25,5 % der Bevölkerung bestand aus Hispanics oder Latinos.
Im Jahr 2010 lebten in 41,7 % aller Haushalte Kinder unter 18 Jahren sowie 22,2 % aller Haushalte Personen mit mindestens 65 Jahren. 83,9 % der Haushalte waren Familienhaushalte (bestehend aus verheirateten Paaren mit oder ohne Nachkommen bzw. einem Elternteil mit Nachkomme). Die durchschnittliche Größe eines Haushalts lag bei 2,93 Personen und die durchschnittliche Familiengröße bei 3,17 Personen.
27,6 % der Bevölkerung waren jünger als 20 Jahre, 22,8 % waren 20 bis 39 Jahre alt, 33,5 % waren 40 bis 59 Jahre alt und 16,1 % waren mindestens 60 Jahre alt. Das mittlere Alter betrug 40 Jahre. 49,9 % der Bevölkerung waren männlich und 50,1 % weiblich.
Das durchschnittliche Jahreseinkommen lag bei 75.000 $, dabei lebten 7,7 % der Bevölkerung unter der Armutsgrenze.
Im Jahr 2000 war Englisch die Muttersprache von 85,69 % der Bevölkerung, spanisch sprachen 9,94 % und 4,37 % sprachen tagalog.